# Zythiostroma
Zythiostroma — рід грибів родини Nectriaceae. Назва вперше опублікована 1923 року.

## Класифікація
До роду Zythiostroma відносять 3 види:
- Zythiostroma mougeotii
- Zythiostroma patinelloideum
- Zythiostroma pinastri